# Зозуля з дипломом
«Зозуля з дипломом» — радянський художній фільм 1971 року, знятий на Кіностудії ім. О. Довженка.

## Сюжет
Про людей українського села початку 1970-х років. Максим Зозуля після отримання диплома зоотехніка працював продавцем в м'ясному відділі гастроному. Але одного разу він закохався в Наталку, завідувачку птахоферми. Щоб завоювати серце красуні, довелося Зозулі ґрунтовно попрацювати…

## У ролях
- Володимир Старостін — Максим Зозуля
- Антоніна Лефтій — Наталка
- Нонна Копержинська — Оксана Дмитрівна, голова
- Василь Симчич — дід Карпо
- Сергій Іванов — Павло Іванович Свічка, міліціонер
- Володимир Шакало — Грицько Приходько, перукар
- Микола Сектименко — Сашко
- Віталій Дорошенко — Федір
- Василь Очеретяний — Яшко
- Ніна Матвієнко — Оля
- Вадим Гаєвський — Лука Трохимович
- Галина Нехаєвська — подруга Наталки
- Олена Фещенко — пташниця
- Олена Бабенко — епізод
- Галина Демчук — пташник
- Лариса Хоролець — пташник
- Юрій Рудченко — екскурсовод
- Борис Романов — працівник контори
- Світлана Кондратова — працівник контори
- Агафія Болотова — працівник контори
- Олександр Толстих — ведучий міжколгоспних змагань

## Знімальна група
- Сценаристи: Вадим Іллєнко, Сергій Шеметило, за участі Павла Мовчана
- Режисери-постановники: Вадим Іллєнко, Ігор Самборський
- Оператор-постановник: Фелікс Гілевич
- Художник-постановник: Едуард Шейкін
- Композитор: Володимир Губа
- Художник по костюмах: Т. Глинкова
- Художник по гриму: А. Дубчак
- Художник-декоратор: Віталій Волинський
- Звукооператор: Софія Сергієнко
- Текст пісень: Валерія Курінського
- Режисер монтажу: Тетяна Сивчикова
- Редактор: Емілія Косничук
- Асистенти режисера: Емілія Іллєнко, Р. Вакулюк, М. Ляховецький
- Асистенти оператора: Майя Степанова, В. Столярчук, Лесь Зоценко
- Комбіновані зйомки: оператор — Тетяна Чернишова, художник — Володимир Дубровський
- Державний симфонічний оркестр УРСР, диригент — Володимир Кожухар
- В фільмі звучить пісня «Червона рута» у виконанні ВІА «Смерічка»
- Директор картини: Н. Полешко